# Aulonemia patula
Aulonemia patula är en gräsart som först beskrevs av Pilg., och fick sitt nu gällande namn av Mcclure. Aulonemia patula ingår i släktet Aulonemia och familjen gräs.
Artens utbredningsområde är Colombia. Inga underarter finns listade i Catalogue of Life.